# Tipula (Platytipula) pendulifera
Tipula (Platytipula) pendulifera is een tweevleugelige uit de familie langpootmuggen (Tipulidae). De soort komt voor in het Nearctisch gebied.